# Itá
Pour les articles homonymes, voir Itá (homonymie).
Itá est une ville brésilienne de l'ouest de l'État de Santa Catarina.

## Généralités

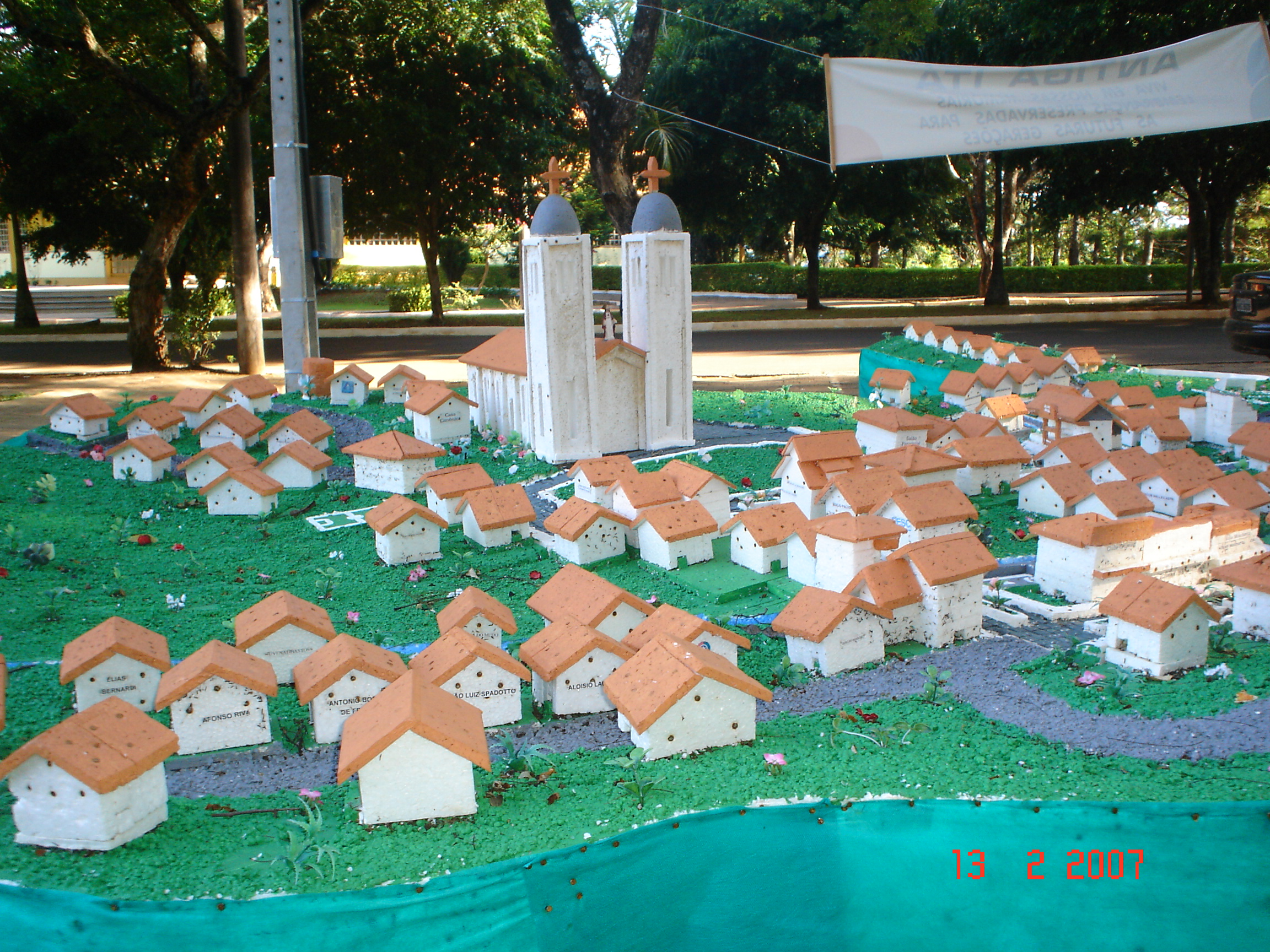
Maquette de l'ancienne ville d'Itá

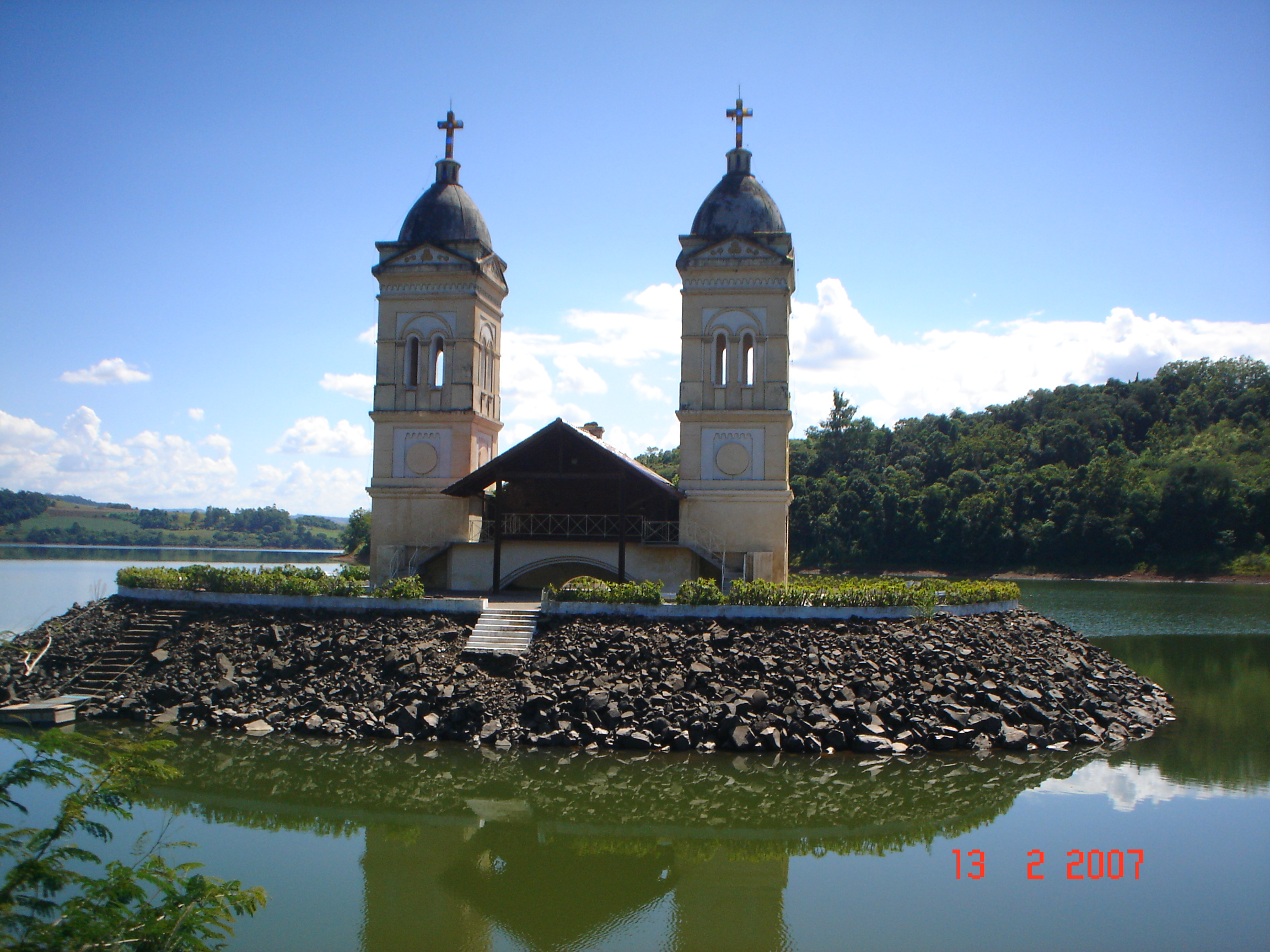
Les tours de l'ancienne église d'Itá, seuls vestiges visibles de la vieille ville

Itá est une ville entièrement planifiée, située dans la vallée de l'Uruguay, un des principaux fleuves de Santa Catarina. Non loin d'Itá se trouve une importante usine hydro-électrique, qui entraina la construction d'une nouvelle ville sur le sommet d'une colline pour être à l'abri des eaux. Quand les eaux de l'Uruguay inondèrent la vieille ville, seuls restèrent visibles les tours de l'ancienne église. La ville possède également un complexe touristique, le parc Thermas Itá, inauguré le 12 novembre 2004. Avec une superficie de 95 000 m2, ce complexe amène de nombreux visiteurs et de ressources touristiques à la ville. La plupart des habitants de la municipalité sont d'origine italienne ou allemande.

## Géographie
Itá se situe par une latitude de 27° 17′ 26″ sud et par une longitude de 52° 19′ 23″ ouest, à une altitude de 385 mètres. Sa population était de 6 427 habitants au recensement de 2010. La municipalité s'étend sur 165 km2.
Elle fait partie de la microrégion de Concórdia, dans la mésorégion ouest de Santa Catarina.

## Histoire
Le peuplement de la région d'Itá commence en 1919, avec l'arrivée de colons en provenance du Rio Grande do Sul. La localité prend le nom d'Itá l'année suivante, ce qui signifie « pierre » ou « rocher » en langue tupi. En 1925, Itá est élevée à la catégorie de district. Elle acquiert son indépendance politique en devenant une municipalité à part entière en 1956.

## Villes voisines
Itá est voisine des municipalités (municípios) suivantes :
- Paial
- Seara
- Arabutã
- Concórdia
- Aratiba dans l'État du Rio Grande do Sul
- Barra do Rio Azul dans l'État du Rio Grande do Sul
- Itatiba do Sul dans l'État du Rio Grande do Sul